# Иваново-Вознесенск (Вавожский район)
Ива́ново-Вознесе́нск — деревня в Вавожском районе Удмуртии. Входит в состав Тыловыл-Пельгинского сельского поселения.

## География
Деревня находится на западе республики, на расстоянии примерно 24 км (по прямой) к юго-западу от села Вавож, административного центра района.

### Часовой пояс
Деревня Иваново-Вознесенск как и вся Удмуртия, находится в часовой зоне МСК+1. Смещение применяемого времени относительно UTC составляет +4:00.

## Население
| 2010 | 2012 |
| ---- | ---- |
| 116  | ↗117 |

### Национальный состав
Согласно результатам переписи 2002 года, в национальной структуре населения русские составляли 28 %, удмурты — 71 % из 161 чел.